# 1989年安強、十全美抗爭事件
安強、十全美抗爭事件在1989年10月發生於台灣高雄市，是雇主惡性關廠導致的勞工抗爭。此次事件造成台灣在解嚴後首起因工運被判入獄的案例。而這兩家工廠位於高雄市前鎮加工出口區，其抗爭更是台灣經濟盛衰的縮影。

## 抗爭始末
1989年下半，位於高雄市前鎮加工出口區的兩家沒有工會組織的日資鞋廠安強、十全美，雇主在積欠員工兩、三個月工資後失蹤，也未發資遣費、退休金。女工們到了工廠發現鐵門關著，方知老闆已潛逃。該廠女工從10月起進行了數個月的抗爭，方式包括至相關部會陳情，並將庫存鞋子拿至台灣大學義賣等等。
這場抗爭後來爆發激烈衝突。原因是傍晚時分女工吃便當時，官方關掉門口電燈，女工遂移動到馬路上吃飯。此時鎮暴警察突然衝出毆打女工，並抓走抗爭的領導者顏坤泉，女工憤而向警方投擲便當。

## 解嚴後首位因工運入獄者
這場抗爭造成了解嚴後台灣工運首位入獄者顏坤泉，罪名是違反《陸海空交通法》，上訴後仍被判刑一年十個月，於1992年5月入獄服刑。顏坤泉曾任南亞塑膠工會領導人，被資方開除後任高雄碼頭工會幹部，當時為勞動黨高屏區主委。當時勞委會位於台北市立建國中學旁，檔案照片中亦有中學生投入抗爭的身影。

## 文獻
- 台灣勞工運動簡史 1920～1999（台灣勞工陣線網站）